# 大貫妙子 懐かしい未来
『大貫妙子 懐かしい未来』（おおぬきたえこ なつかしいみらい）は、NHK-FMで2009年4月28日から2012年3月27日まで放送された大貫妙子の冠番組（ラジオ番組）である。

## 概要
大貫とゲスト1名が、持続可能なライフスタイルをテーマにトークを繰り広げる番組である。
2008年8月22日夜に2時間の特別番組が放送され、この時のゲストは坂本龍一と高城剛だった。そして2009年4月からレギュラー番組として放送された。
番組は月一回の放送で、毎月最終火曜日の深夜23時から24時に初回放送、翌週（翌月第1）火曜日の朝10時から11時に再放送がある。初回放送に限り生放送（再放送は撮って出し）で、リスナーからのメッセージを受け付けているが、2009年12月の放送は大貫のスケジュールの関係で事前録音での放送となった。2012年3月27日の放送で、最終回を迎えた。

## テーマ曲
- 懐かしい未来〜longing future〜（プロデュース：坂本龍一、作曲：菊池一仁、作詞：大貫妙子）
この番組ではalanではなく大貫自身が歌ったものを使っている。この曲は大貫のベストアルバム『palette』に収録。

## ゲスト一覧
2009年7月は特別番組のため休止。
| 回     | 初回放送       | ゲスト                                                 | 備考                                                            |
| ------ | -------------- | ------------------------------------------------------ | --------------------------------------------------------------- |
| 特番   | 2008年8月22日  | 坂本龍一、高城剛                                       | [ 1 ]                                                           |
| 1      | 2009年4月28日  | 山下達郎                                               | [ 2 ]                                                           |
| 2      | 2009年5月26日  | 三國清三                                               |                                                                 |
| 3      | 2009年6月30日  | 養老孟司                                               |                                                                 |
| 4      | 2009年8月25日  | 小林聡美、もたいまさこ                                 | 『特集 夏に恋する女たち』として2時間の放送。                    |
| 5      | 2009年9月29日  | 熊川哲也                                               | [ 4 ]                                                           |
| 6      | 2009年10月27日 | 大瀧詠一                                               | [ 5 ]                                                           |
| 7      | 2009年11月24日 | 内田樹                                                 |                                                                 |
| 8      | 2009年12月22日 | 中村征夫                                               | 事前収録。                                                      |
| 9      | 2010年1月1日   | なし                                                   | 『懐かしい音 未来の音』として午前10時からの放送（再放送なし）。 |
| 11     | 2010年2月23日  | 保坂和志                                               |                                                                 |
| 12     | 2010年3月30日  | 毛利衛                                                 |                                                                 |
| 13     | 2010年4月27日  | 田中優                                                 |                                                                 |
| 14     | 2010年5月25日  | 谷村新司                                               | [ 8 ]                                                           |
| 15     | 2010年6月29日  | 三枝龍生（整体師・合気道師範）                         | [ 9 ]                                                           |
|        | 2010年9月28日  | 篠宮龍三（フリーダイバー）                             | [ 10 ]                                                          |
|        | 2010年11月30日 | 坂本龍一                                               | [ 11 ]                                                          |
|        | 2011年1月25日  | 帯津良一                                               | [ 12 ]                                                          |
|        | 2011年2月22日  | やましたひでこ（クラター・コンサルタント、「断捨離」） | [ 13 ]                                                          |
|        | 2011年3月29日  | 西村淳                                                 | [ 14 ]                                                          |
|        | 2011年4月26日  | 田中優                                                 | [ 15 ]                                                          |
|        | 2011年6月28日  | 幕内秀夫                                               | [ 16 ]                                                          |
|        | 2011年7月26日  | 西條剛央                                               | [ 17 ]                                                          |
|        | 2011年8月30日  | 糸井重里                                               | [ 18 ]                                                          |
|        | 2011年9月27日  | 池田清彦                                               | [ 19 ]                                                          |
|        | 2011年10月25日 | 加瀬亮                                                 | [ 20 ]                                                          |
|        | 2012年2月28日  | 竹中直人                                               | [ 21 ]                                                          |
| 最終回 | 2012年3月27日  | 池澤夏樹                                               | [ 22 ]                                                          |